# Ysabel (A-06)

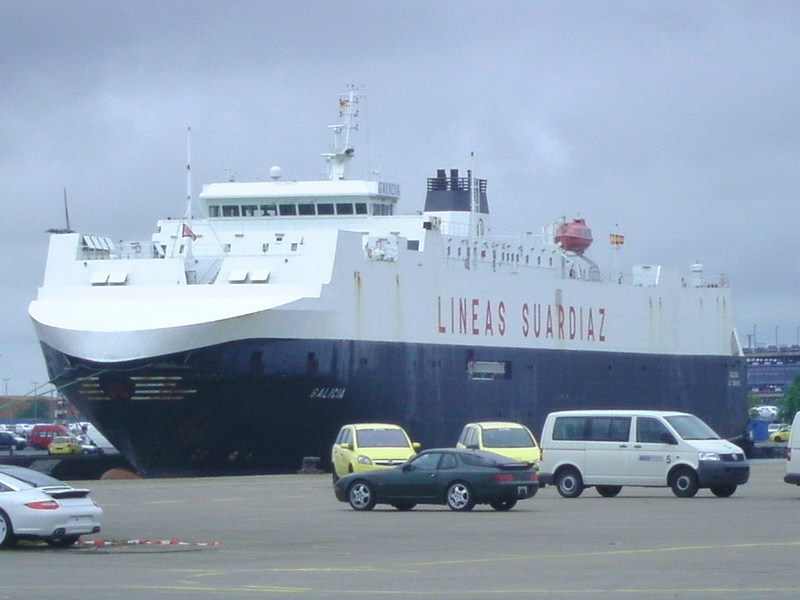

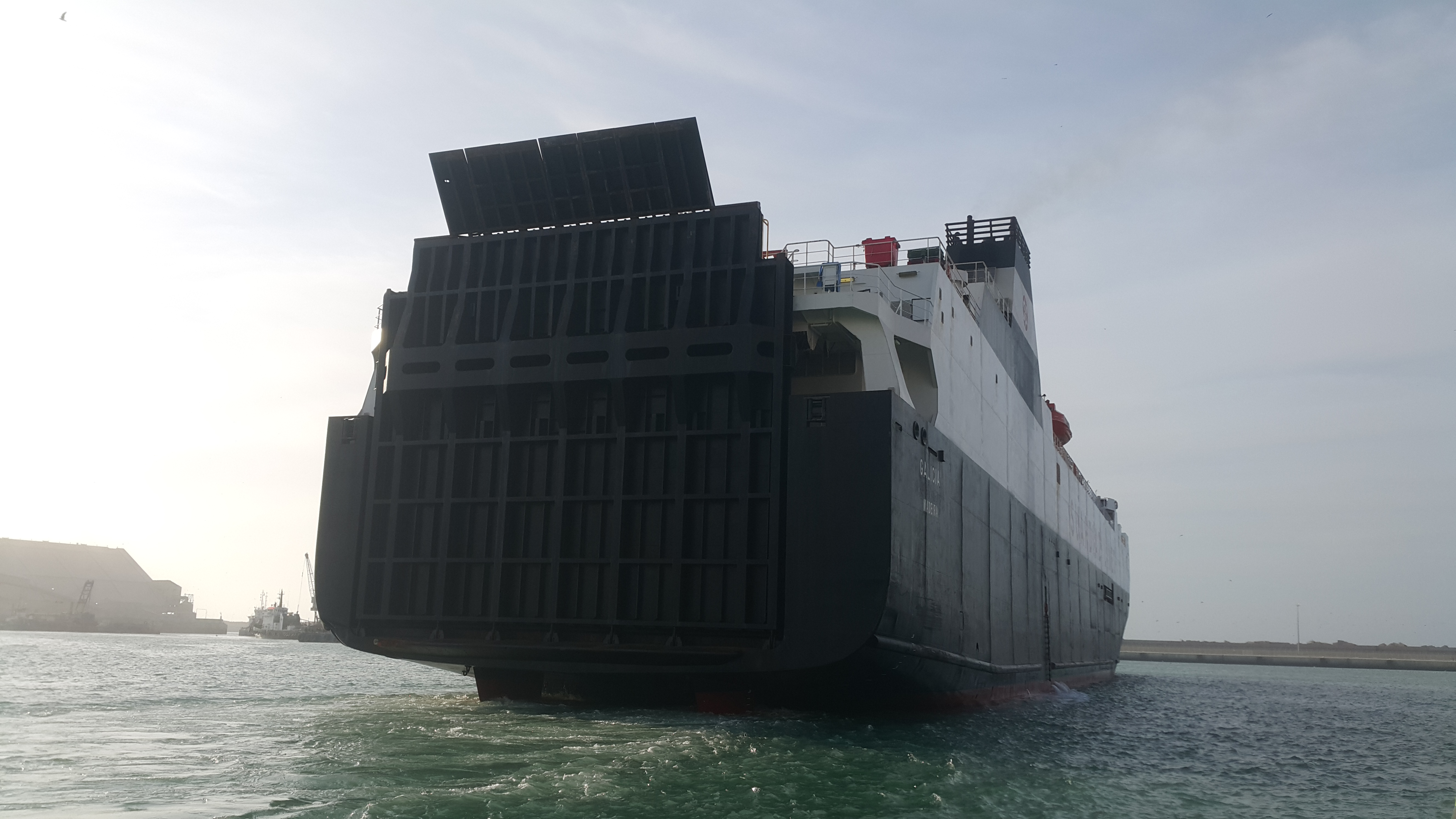
Poupe du navire

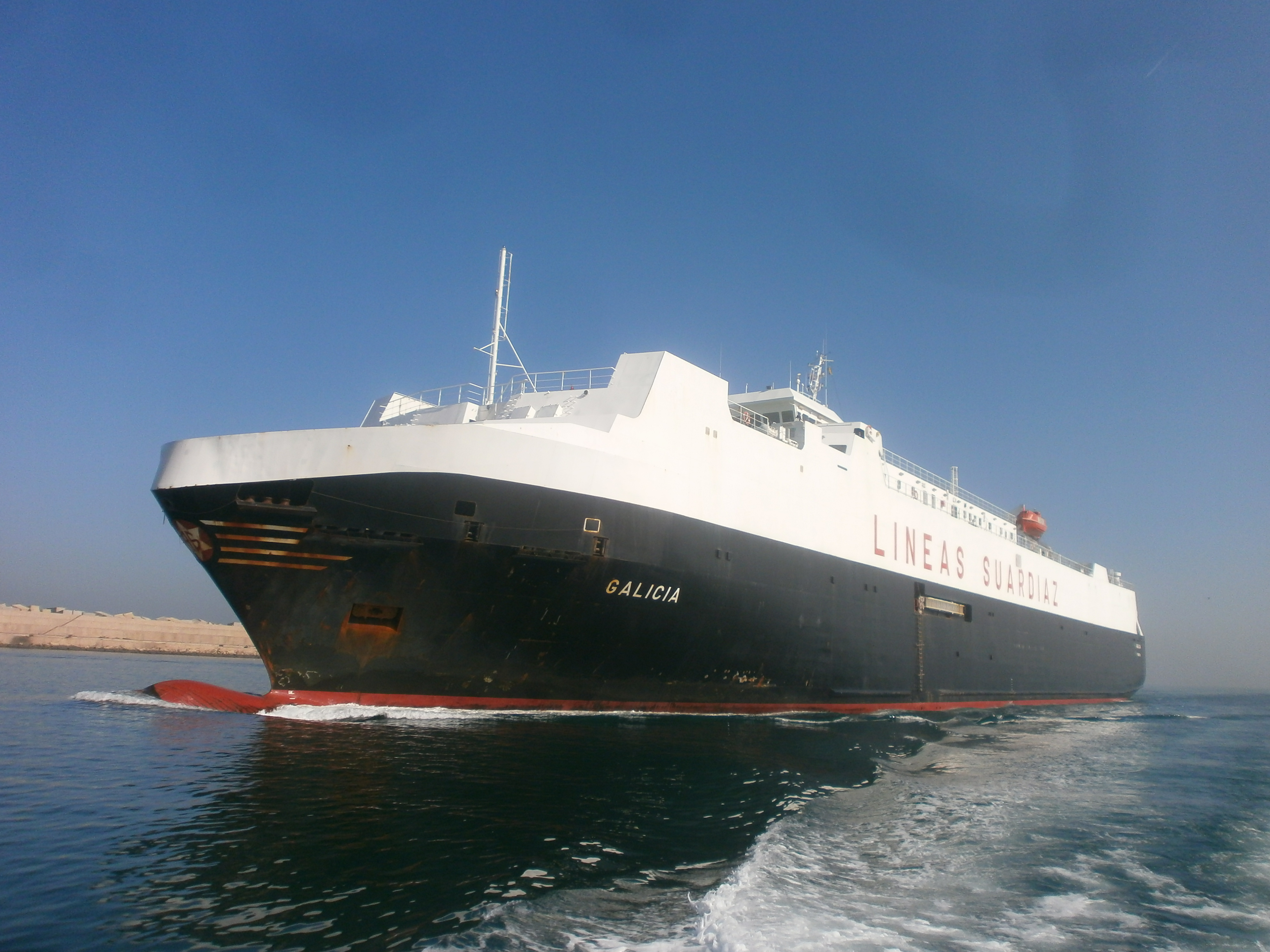

Le Ysabel (A-06) est un navire de transport de type roulier (ro-ro/roll on-roll off) avec hélisurface de l'armada espagnole.

## Histoire
Il remplace le roulier Martín Posadillo (A-04), retiré du service en septembre 2020.
Il sera complété par un autre navire roulier de fabrication nationale par Navantia le navire TLET (Transporte Logistico Ecologico y Trivalente).

### Suardiaz (2003-2020)
Le Galicia a été commandé par la compagnie maritime Suardiaz aux chantiers navals Hijos de J. Barreras de Vigo pour le transport de véhicules sur les autopista del mar de le Puerto de Vigo à Saint-Nazaire et depuis 2017 à Tanger sous pavillon portugais. Il s'agit du dernier d'une série de sept navires commandés par la compagnie maritime, dont Seeded tête est l'Audace, qui est entré en service en 1999. En octobre 2019, le Galicia a subi un incendie dans un moteur auxiliaire qui l'a laissé sans propulsion devant les Cangas de Morrazo, devant être secouru par deux remorqueurs.>

### Marine espagnole (2021-présent)
Fin 2020, le Ministère de la Défense a acquis le navire pour 7,5 millions d’euros pour assurer le mouvement des troupes et des véhicules de la péninsule à Ceuta, Melilla et les archipels des Canaries et Baléares, ainsi que pour les déploiements militaires à l’étranger. Initialement, une réforme complète était prévue, mais en raison du manque de budget, elle n'a subi qu'un lifting dans les installations de MetalShips & Docks à Vigo,, pour adapter le navire aux véhicules militaires.[pas clair]
Le 17 mai 2021, une résolution publiée au Journal officiel de la défense attribue au navire le nom d’Ysabel et le numéro de coque A-06. Il est ensuite livré à la Marine et immatriculé à Carthagène le 2 juin 2021.
Le 1er février 2022 marque le début des activités opérationnelles de l’Ysabel, exploité par la Marine espagnole au profit du service logistique de l'armée de Terre.